# 海滨异木患
海滨异木患（学名：Allophylus timoriensis）为无患子科异木患属下的一个种。

## 扩展阅读
- 維基物種上的相關：海滨异木患